# Yakovlev Yak-2
El Yakovlev Yak-2 (en ruso: Як-2), conocido inicialmente como Ya-22, fue un bombardero ligero bimotor fabricado por la oficina de diseño soviética Yakovlev durante la Segunda Guerra Mundial, y que operó dentro de la Fuerza Aérea Soviética. Sirvió como base para el también bombardero ligero Yakovlev Yak-4.

## Historia y desarrollo

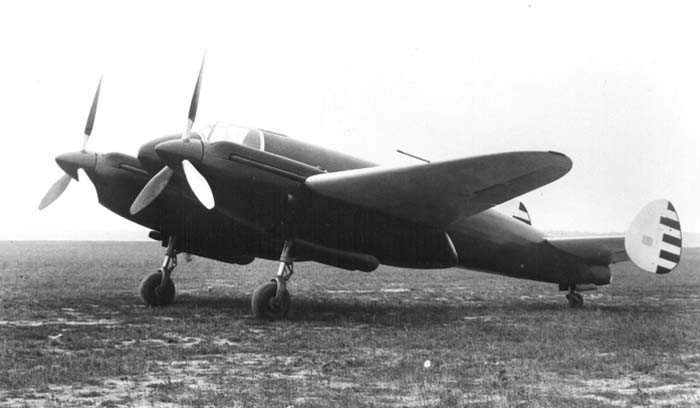
Foto del Ya-22

Previsto originalmente como avión de reconocimiento a alta velocidad, el prototipo Yakovlev Ya-22 estaba propulsado por dos motores M-103 y realizó su primer vuelo el 22 de febrero de 1939. Monoplano biplaza de ala baja, con alas de madera y fuselaje de construcción mixta, el Ya-22 tenía tren de aterrizaje clásico y retráctil, y una unidad de cola del tipo bideriva.
Yakovlev recibió de las autoridades aeronáuticas una propuesta de conversión del diseño a fin de adaptarlo como bombardero, y el avión fue redesignado BB-22 (por blizhnii bombardirovshchik, o bombardero de corto alcance). Esta modificación resultó en la reforma del acomodo de la tripulación, del armamento y de la capacidad de combustible, además de los problemas inherentes a la creación de espacio para la bodega de bombas.
El primer BB-22 de serie se completó el 31 de diciembre de 1939 y alzó el vuelo el 20 de febrero de 1940. Por entonces, su producción en serie ocupaba ya dos factorías y se estaban preparando las pruebas en vuelo de dos variantes experimentales, la R-12 de reconocimiento fotográfico y la I-29 (o BB-22 IS), un caza de escolta de largo alcance. El BB-22 fue redesignado Yak-2 a finales de 1940 y, propulsado por dos motores lineales en V M-103 de 960 CV unitarios, alcanzaba una velocidad máxima de 530 km/h a nivel del mar, tenía un techo de vuelo operativo de 8.800 m y un alcance normal de 800 km.
En 1940, el diseño básico fue de nuevo reformado a fin de mejorar la situación de los tripulantes, tanto desde el punto de vista de sector visual como de blindajes. Se adoptó el motor Klimov M-105 y una mejor protección para el sistema de combustible, y se modificó la célula para instalarle lanzabombas externos. Redenominado Yak-4, este aparato entró en producción en el otoño de 1940 y se construyeron alrededor de 600 ejemplares de ambas versiones, la mayoría del tipo Yak-4. Su actuación operacional dejó que desear y gran número de ejemplares se perdieron durante los primeros días de la Operación Barbarroja.

## Variantes
Ya-22
Prototipo.
BB-22
Conversión a bombardero de corto alcance del diseño original (motores M-103).
Yak-2
Redesignacion del BB-22.
R-12
Avión de reconocimiento fotográfico experimental.
I-29
Caza de escolta experimental de largo alcance. También conocido como BB-22IS.
Yak-4
Aparato resultante de reformas en el diseño del Yak-2 (motores M-105).

## Usuarios
Unión Soviética
- Fuerza Aérea Soviética

## Especificaciones (Yak-2)

### Características generales
- Tripulación: Tres
- Longitud: 9,34 m
- Envergadura: 14,00 m
- Superficie alar: 29,4 m²
- Peso vacío: 4000 kg
- Peso cargado: 5380 kg
- Planta motriz: 2× motor lineal V-12 refrigerado por líquido Klimov M-103.
  - Potencia: 716 kW (960 hp) cada uno.

### Rendimiento
- Velocidad nunca excedida (Vne): 515 km/h
- Alcance: 800 km
- Techo de vuelo: 8900 m (29 192 pies)
- Régimen de ascenso: 10,83 m/s (2132 pies/min)
- Carga alar: 183 kg/m² (38 lb/ft²)
- Potencia/peso: 0,27 kW/kg (0,16 hp/lb)

### Armamento
- Ametralladoras: 

  - 2x ShKAS de 7,62 mm
- Bombas: 

  - Hasta 600 kg

### Desarrollos relacionados
- Yakovlev Yak-4

### Secuencias de designación
- Bombarderos de Yakovlev: Yak-2 • Yak-4 • Yak-6 • Yak-28